# Willy Herzig
Willy Herzig (Dresden, 26 augustus 1894 – 1978) was een Duits illustrator.
Hij werkte voornamelijk als ontwerper van omslagen voor bladmuziek en muziekalbums. Zo rond 1920 was hij werkzaam in Wenen als afficheontwerper maar in Berlijn ontplooide hij zich als illustrator voor verschillende muziekuitgeverijen zoals Alrobi Musik Verlag, Wiener Boheme Verlag, Eden Verlag, Fidelio Verlag, Drei Masken Verlag, A. Crantz (Brussel), Edition Accord, Verlag Robert Lienau en anderen.

De dansalbums verschenen vaak in tientallen verschillende uitvoeringen wat tot gevolg had dat Herzig honderden omslagen geproduceerd moet hebben.

## Albums met een omslag van Willy Herzig (selectie)
- Standard Tanzalbum
- Zu Tee und Tanz
- Mach dir doch ‘nen Bubikopf
- Du bist mein Diamant
- 1000 Takte Tanz
- Beim Tanz der Jugend
- Zum 5 uhr Tee
- Jazz Drops
- 100% Schlager
- Cocktails
- Ufaton Bomben
- Bomben auf Monte Carlo
- Tanztee und Tonfilm
- Peppina
- Hört und staunt[1]
- Halloh 1930
- Fahrt in's Blaue
- Vom Rhein zur Donau
- Einfach Fabelhaft
- Clivia
- Die Blume von Hawaii
- Radiowellen
- Das war in Heidelberg in blauer Sommernacht
- Monika
- Kleine Modefee
- Marietta (operette)
- Ma perche arrossir
- Das Tochterlein von Herrn Bedell
- Tanz und Tonfilm
- Tanztee und Tonfilm für die Jugend
- Im Wirtshaus zur roten Laterne (Sägebock Walzer)
- Kolibri (1924) uit de reeks Internationale Modetänze)
- Der Duft der eine schöne Frau begleitet (1920)
- Was eine Frau im Frühling sich träumt
- Das Mädel ist nicht ohne
- Einmal sagt man Adieu  (Roehr A.G.)
- Ich bleib dir Treu (Nederlandse titel: Ik blijf je trouw) 1922
- Wenn man ein Mädel kussen will
- Wenn du einen Freund hast (Nederlandse titel: Neem je toch een vrijer)
- Mein Vetter Nick (Nederlandse titel: Mijn neefje uit Canada)
- 1000 Takte für die Jugend 1929
- Der Zarewitsch – Glocken Verlag – 1935
- Wenn die Kleinen Veilchen bluhen - 1937
- Und Friede auf Erden. Sammlung der bekanntesten Weihnachtslieder
- Cést la Rumba 1932 (bij A. Cranz Brussel)
- Capricieuse 1931  (bij A. Cranz Brussel)
- Die Perlen der Cleopatra (Operette)
- 25 Jahre Wiener Operette; Eine Sammlung unvergesslicher Klänge
- Orchideen
- Weinachtsalbum
- Russische Volksmusik
- Des Königs Grenadiere (2 albums)
- Zigeuner (omslag en ill. boek) (1927)
- Die Jungfrau von 18  Karat (omslag boek) (1927)
- Die Neunte Symphonie (omslag boek) (1933)
- Deutsche Kinderlieder
- Sternen-Serenade
- Die Schönheit (tijdschrift-illustraties 1923)
- 5 O’Clock Tea
- Aufschrei. Neue Gedichte (boek)
- Gloria und Friede (Weinachtslieder)